# 阿西尼昂
阿西尼昂（法語：Assignan，法語發音：[asiɲɑ̃]）是法国埃罗省的一个市镇，位于该省西南部，属于贝济耶区。

## 地理
阿西尼昂（43°23'51"N, 2°53'19"E）面积7.95 平方千米，位于法国奧克西塔尼大區埃罗省，该省份为法国南部沿海省份，南濒地中海，西南接奥德省，西北接塔恩省和阿韦龙省，东北与加尔省接壤。
与阿西尼昂接壤的市镇（或旧市镇、城区）包括：比兹米内尔瓦、巴博布尔杜、帕尔达扬、圣希尼扬、圣让德米内尔瓦、维莱斯帕桑。

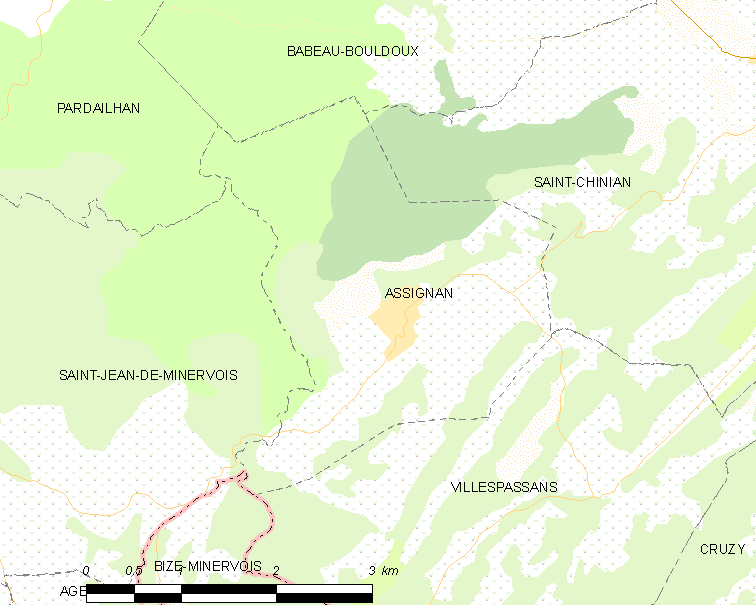
阿西尼昂的OSM定位图

阿西尼昂的时区为UTC+01:00、UTC+02:00（夏令时）。

## 行政
阿西尼昂的邮政编码为34360，INSEE市镇编码为34015。

## 政治
阿西尼昂所属的省级选区为圣庞斯德托米耶尔县。

## 人口

1962-2008年间阿西尼昂人口变化图示

阿西尼昂于2022年1月1日时的人口数量为168人。